# 鬱金香條斑病毒

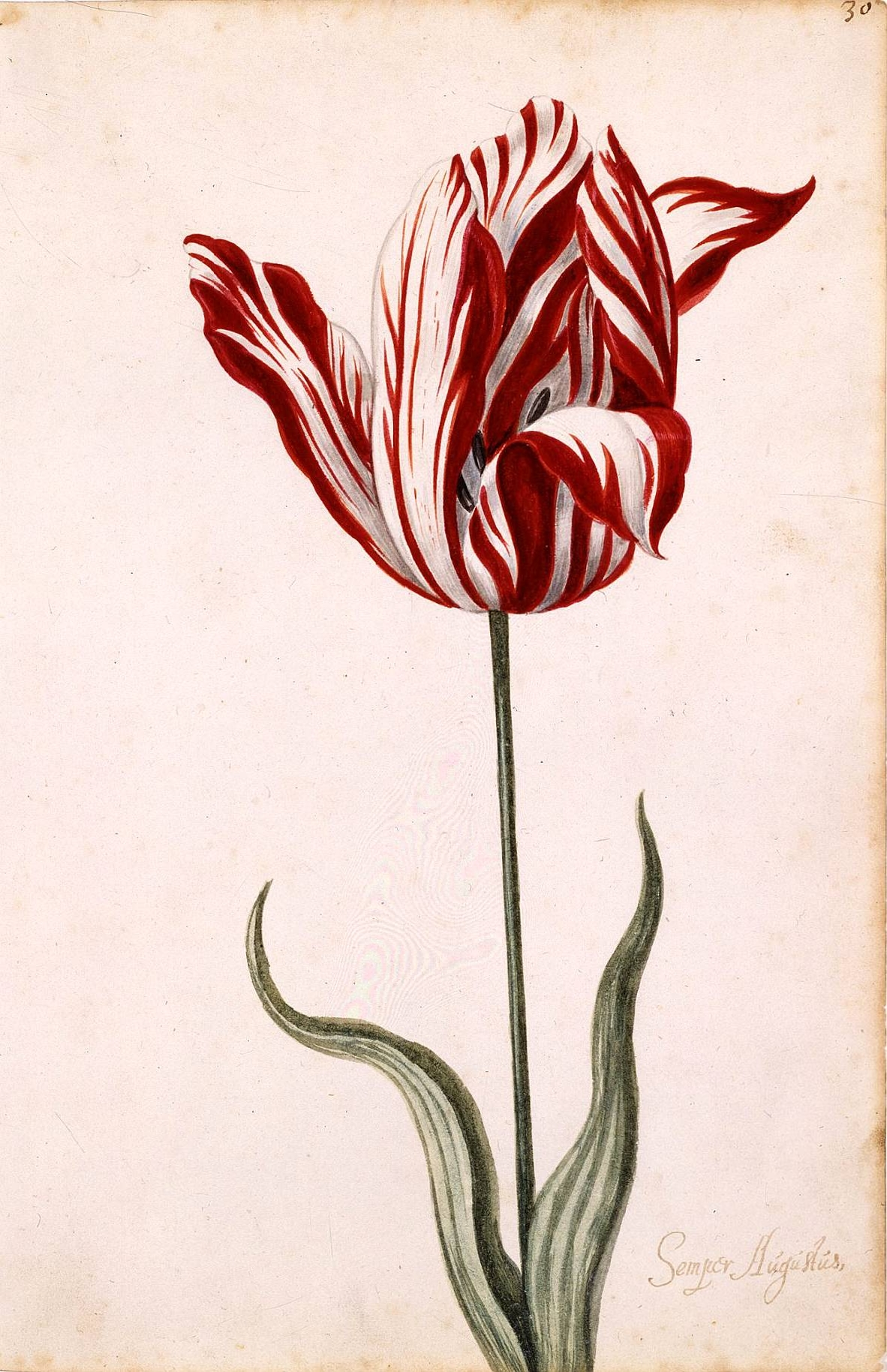
鬱金香狂熱中價值極高的「永遠的奧古斯都」（Semper Augustus），因鬱金香條斑病毒而有白色條紋

鬱金香條斑病毒（Tulip breaking virus，簡稱TBV）是馬鈴薯Y病毒科馬鈴薯Y病毒屬的一種植物病毒 ，屬正單鏈RNA病毒，可感染百合科鬱金香屬與百合屬的植物，由桃蚜、马铃薯长管蚜與甜菜蚜等蚜蟲傳播。此病毒感染可影響鬱金香花朵上花色苷的分布而造成不同顏色的條紋，具體條紋型態因病毒株系、鬱金香變種與感染時間等因素而異，在十七世紀荷蘭的鬱金香狂熱中使收藏家趨之若鶩，價格非常高昂。但此病毒感染的症狀除改變顏色外，還會抑制鬱金香的生長，被感染的球根繁殖數代後開出的花會變小，且繁殖能力下降，最終無法繼續繁衍，加上此病毒不能透過種子傳給下一代，因此鬱金香狂熱中價值極高的「永遠的奧古斯都」（Semper Augustus）等變種今已不存。此病毒的感染每年也對鬱金香產業造成相當的經濟損失。
過去曾認為此病毒是最早被觀察紀錄的植物病毒，現在已知日本早在公元752年就紀錄了疑似煙草卷葉病毒感染導致的缺綠病，鬱金香條斑病毒應為第二種被紀錄的植物病毒，最早於1576年由植物學家卡罗卢斯·克卢修斯描述。此病毒有兩株系，一種造成症狀較嚴重（Severe Tulip Breaking Virus；STBV），另一種則較輕微（Mild Tulip Breaking Virus；MTBV）。現存具條帶的鬱金香變種中只有少數為鬱金香條斑病毒感染者，如自1620年流傳下來的變種Zomerschoon，在荷蘭需申請許可後才可合法種植感染鬱金香條斑病毒的鬱金香變種。